# 帕维乌·扎托尔斯基
帕维乌·扎托尔斯基（波蘭語：Paweł Zatorski；1990年6月21日—）是一位波蘭排球運動員。他現在效力於波蘭排球聯賽球隊ZASKA。他也代表波蘭國家排球隊參賽，參加了2014年世界排球錦標賽，並為波蘭獲得了世錦賽金牌。